# Metalocalypse
Metalocalypse är en amerikansk animerad TV-serie som parodierar och hyllar metal-kulturen. Den är skapad av Brendon Small och Tony Blacha och släpptes hösten år 2006. Den handlar om death metalbandet Dethklok, bestående av fem medlemmar, vilket är otroligt framgångsrikt och räknas till en av världens största ekonomier.